# Савинське сільське поселення (Ульчський район)
Са́винське сільське поселення (рос. Савинское сельское поселение) — сільське поселення у складі Ульчського району Хабаровського краю Росії.
Адміністративний центр — село Савинське.

## Населення
Населення сільського поселення становить 367 осіб (2019; 429 у 2010, 534 у 2002).

## Склад
До складу сільського поселення входять:
| Населений пункт | Населення, осіб (2002) | Населення, осіб (2010) |
| --------------- | ---------------------- | ---------------------- |
| Монгол, село    | 135                    | 102                    |
| Савинське, село | 399                    | 327                    |